# Bètagolven

Bètagolven zijn hersengolven met een frequentie van tussen de 12,5 en 30 hertz. Bètagolven zijn het voornaamst wanneer iemand wakker en bij bewustzijn is.
Bètagolven zijn ontdekt door Hans Berger, tevens de uitvinder van het elektro-encefalogram, waarmee de hersengolven bij mensen kunnen worden geregistreerd.